# La Longue Nuit de 43
Pour plus de détails, voir Fiche technique et Distribution.

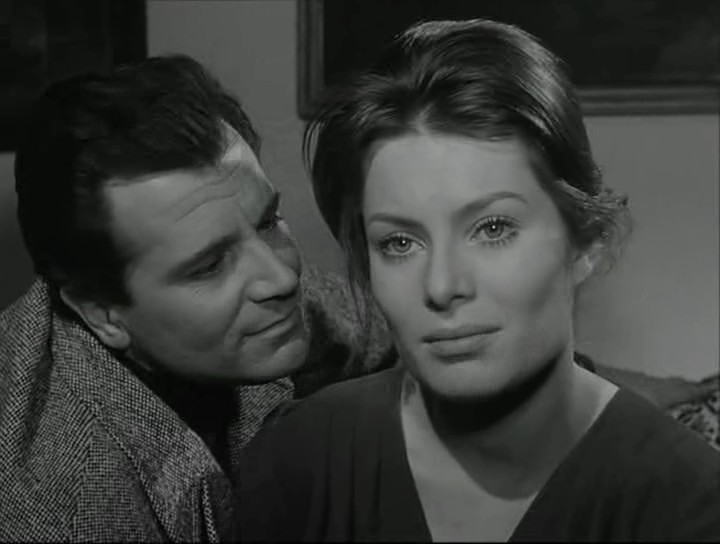
Belinda Lee : Anna Barilari et Gabriele Ferzetti : Franco Villani

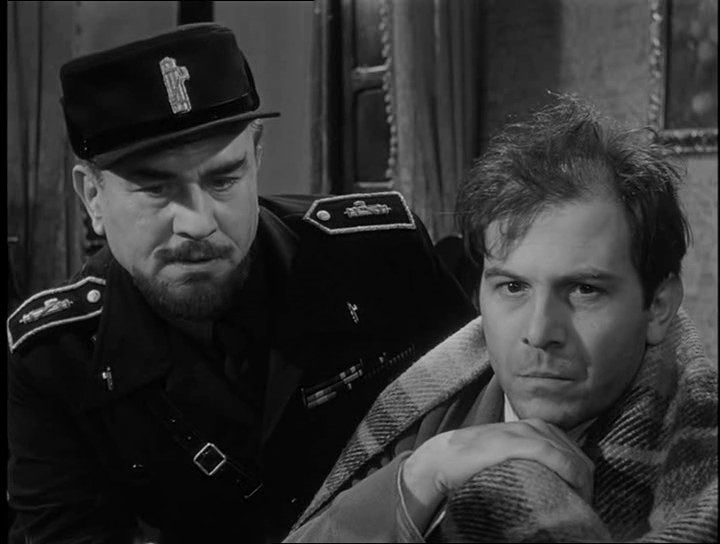
Enrico Maria Salerno : Pino Barilari et Gino Cervi : Carlo Aretusi dit aussi "Sciagura"

La Longue Nuit de 43 (La lunga notte del '43) est un film italien réalisé en 1960 par Florestano Vancini. 
Ce film s'inspire de faits authentiques retracés par le romancier italien, dont la vie et l'œuvre sont liées à Ferrare, Giorgio Bassani, dans le récit Une nuit de 43, publié en 1948.

## Synopsis
Ferrare, 1943. Épouse d'un pharmacien paralytique, Anna Barilari retrouve un ancien ami, déserteur. Celui-ci est le fils d'un avocat qui va être abattu, ainsi qu'une dizaine d'autres notables de la ville, à l'aube du 16 décembre 1943 par des squadristi fascistes de Vénétie. Ce règlement de comptes entre factions mussoliniennes sera camouflé en attentat commis par la Résistance. Des années plus tard, le compagnon d'Anna, père de famille riche, vivant désormais à l'étranger, revient avec sa famille à Ferrare pour y passer des vacances. Il rencontre dans un café l'assassin de son père, parlant de football avec d'autres clients. Les deux hommes se serrent la main. Sans amertume et sans rancune apparentes, ils n'évoquent pas une seule fois le terrible événement d'autrefois.

## Fiche technique
- Titre original : La lunga notte del '43
- Titre français : La Longue nuit de 43
- Réalisation : Florestano Vancini
- Scénario : Ennio De Concini, Pier Paolo Pasolini et Florestano Vancini
- Photographie : Carlo Di Palma
- Cadreur : Dario Di Palma
- Musique : Carlo Rustichelli
- Producteurs : Tonio Cervi, Alessandro Jaccovoni
- Durée : 110 min
- Pays d'origine :  Italie
- Année de réalisation : 1960
- Date de sortie : 13 septembre 1960 en Italie / 1961 en France

## Distribution
- Belinda Lee  (VF : Nadine Alari) : Anna Barilari
- Gabriele Ferzetti  (VF : Jacques Thébault) : Franco Villani
- Enrico Maria Salerno  (VF : Roland Ménard) : Pino (Michele en VF) Barilari
- Gino Cervi  (VF : Jean Davy) : Carlo Aretusi
- Andrea Checchi (VF : Hubert Noël)  : le pharmacien
- Carlo Di Maggio  (VF : René Bériard) : le consul Bolognesi
- Raffaella Carrà (VF : Jeanine Freson) : Ines, la sœur de Mario
- Nerio Bernardi  (VF : Jacques Berthier) : l'avocat Attilio Villani
- Isa Querio (VF : Lita Recio) : Madame Villani
- Loris Bazzocchi (VF : Jean Violette) : Vincenze
- Romano Ghini (VF : Lucien Bryonne) : un militant fasciste et ami d'Aretusi
- Tullio Altamura (en) (VF : Jean Berton) : un militant fasciste et ami d'Aretusi
- Nino Musco (VF : Pierre Garin) : un militant fasciste et ami d'Aretusi au café

## Récompenses
- Lion d'or de la première œuvre au Festival de Venise 1960
- Ruban d'argent du meilleur acteur dans un second rôle pour Enrico Maria Salerno 1961

## Commentaire
Dans son ouvrage consacré au cinéma italien, publié aux Éditions L'Âge d'Homme, le critique suisse Freddy Buache émet l'opinion suivante : « Vancini décrit avec une grande sûreté une certaine société italienne de 1943 plus velléitaire que les Nazis mais aussi cruelle qu'eux. En conclusion, il fait déboucher sa critique sur un temps de paix qui semble n'avoir tiré aucune leçon de la guerre. » Le cinéaste italien, originaire de Ferrare comme Michelangelo Antonioni et Giorgio Bassani, prolongera, six ans plus tard, dans Les Saisons de notre amour (Le Stagioni del nostro amore), cette réflexion sur l'Histoire et les idéaux de la République sociale italienne et de la Résistance, en la situant, à nouveau, dans le cadre de sa province.